# Gerhard Kubach
Gerhard „Kubi“ Kubach (* 1955 in Berlin) ist ein deutscher Jazzmusiker (Kontrabass, auch Bassgitarre).

## Leben und Wirken
Kubach, der seit 1978 zu den Gründungsmitgliedern von Bajazzo gehörte, studierte von 1979 bis 1983 an der Hochschule für Musik „Hanns Eisler“ Berlin Kontrabass und Bassgitarre. 1983 kam es zu ersten Aufnahmen mit Bajazzo, die auf dem Amiga-Sampler Kleeblatt No. 8: Jazz Hier und heute dokumentiert sind; mit der Gruppe, die zeitweise mit Pascal von Wroblewsky auftrat, spielte er 1987 deren erstes reguläres Album ein. 
In den Folgejahren gehörte er zum Trio von Helmut Forsthoff und zur Blechband von Hannes Zerbe (Rondo a la Fried 1992), mit der er auch auf Tourneen war. Zudem begleitete er Wroblewsky in deren eigener Band und war 1995 an der Aufnahme von deren Alben Give and Take und Speak Low beteiligt. Dann spielte er in Dudu Tuccis Odudua, im New Pulse Quartett und dem WJO Orchester.
2007 gründete Kubach mit Uli Lenz und Drummer Zam Johnson das dem Modern Jazz verhaftete Trio 105 Lenz Kubach Johnson, das 2013 in Libyen auf Tournee war. Ebenso lange spielt er zudem im Trio von Friedhelm Schönfeld, mit dem mehrere Alben entstanden und das auch zum Quartett erweitert wurde und mit Zbigniew Namysłowski auftrat. Weiterhin arbeitete er in den letzten Jahren in verschiedenen Besetzungen von Ekkehard Jost (mit dem er auch auf Tonträger zu hören ist), aber auch in der African Chase Experience, im Anatolian Jazz-Orchestra und bei Indigo Masala.